# Nguyễn Ngọc Tuyến
Nguyễn Ngọc Tuyến là kiểm sát viên cao cấp Việt Nam. Ông hiện giữ chức vụ Viện trưởng Viện kiểm sát nhân dân tỉnh Hà Nam.

## Tiểu sử
Nguyễn Ngọc Tuyến là đảng viên Đảng Cộng sản Việt Nam.
Tháng 1 năm 1982, sau khi tốt nghiệp Trường cán bộ kiểm sát tại Thành phố Hồ Chí Minh, Nguyễn Ngọc Tuyến được tuyển dụng công tác tại Viện kiểm sát nhân dân tỉnh Bến Tre.
Tháng 11 năm 1982, Nguyễn Ngọc Tuyến được Viện kiểm sát nhân dân tối cao Việt Nam điều động về công tác tại Viện kiểm sát nhân dân tỉnh Hà Nam Ninh, được phân công công tác tại Viện kiểm sát nhân dân thị xã Hà Nam.
Tháng 11 năm 2013, Nguyễn Ngọc Tuyến là Viện trưởng Viện kiểm sát nhân dân tỉnh Hà Nam.
Tháng 11 năm 2015, tại Đại hội Đại biểu Đảng bộ tỉnh Hà Nam khóa 19 nhiệm kỳ 2015 – 2020, Nguyễn Ngọc Tuyến, Bí thư Ban Cán sự Đảng Cộng sản Việt Nam Viện kiểm sát nhân dân tỉnh Hà Nam, Viện trưởng Viện kiểm sát nhân dân tỉnh Hà Nam đã tái đắc cử BCH Đảng bộ tỉnh Hà Nam khóa 19 và là một trong 17 đại biểu chính thức của tỉnh Hà Nam được bầu đi dự Đại hội Đảng toàn quốc lần thứ XII Đảng Cộng sản Việt Nam.
Ngày 3 tháng 4 năm 2016, Nguyễn Ngọc Tuyến, Viện trưởng Viện kiểm sát nhân dân tỉnh Hà Nam, được trao quyết định bổ nhiệm chức danh kiểm sát viên cao cấp.
Tháng 5 năm 2016, Nguyễn Ngọc Tuyến, Viện trưởng Viện Kiểm sát nhân dân tỉnh Hà Nam, là một trong 48 người trúng cử đại biểu Hội đồng nhân dân tỉnh Hà Nam nhiệm kỳ 2016 - 2021.
Tháng 11 năm 2017, Nguyễn Ngọc Tuyến là Tỉnh uỷ viên, Bí thư Ban cán sự Đảng Cộng sản Việt Nam, Viện trưởng VKSND tỉnh Hà Nam.